# Język hani
Język hani – język należący do grupy tybeto-birmańskiej, używany przez członków grupy etnicznej Hani zamieszkującej w południowych Chinach, Wietnamie i Laosie.